# Guernsey County
Guernsey County ist ein County im Bundesstaat Ohio der Vereinigten Staaten. Der Verwaltungssitz (County Seat) ist Cambridge.

## Geographie
Das County liegt im mittleren Osten von Ohio, ist etwa 60 km von der Grenze zu West Virginia entfernt und hat eine Fläche von 1368 Quadratkilometern, wovon 17 Quadratkilometer Wasserfläche sind. Es grenzt im Uhrzeigersinn an folgende Countys: Tuscarawas County, Harrison County, Belmont County, Noble County, Muskingum County und Coshocton County.

## Geschichte
Guernsey County wurde am 31. Januar 1810 aus Teilen des Belmont County und des Muskingum County gebildet. Benannt wurde es nach der Insel Guernsey, der zweitgrößten der britischen Kanalinseln, der Herkunft einiger der ersten Siedler in diesem Gebiet.
Ein Ort im County hat den Status einer National Historic Landmark, die S Bridge, National Road. 21 Bauwerke und Stätten des Countys sind im National Register of Historic Places eingetragen (Stand 18. April 2018).

## Demografische Daten

Alterspyramide des Guernsey County

Nach der Volkszählung im Jahr 2000 lebten im Guernsey County 40.792 Menschen in 16.094 Haushalten und 11.233 Familien. Die Bevölkerungsdichte betrug 30 Einwohner pro Quadratkilometer. Ethnisch betrachtet setzte sich die Bevölkerung zusammen aus 96,28 Prozent Weißen, 1,53 Prozent Afroamerikanern, 0,31 Prozent amerikanischen Ureinwohnern, 0,30 Prozent Asiaten und 0,22 Prozent aus anderen ethnischen Gruppen; 1,36 Prozent stammten von zwei oder mehr Ethnien ab. 0,62 Prozent der Bevölkerung waren spanischer oder lateinamerikanischer Abstammung.
Von den 16.094 Haushalten hatten 32,4 Prozent Kinder und Jugendliche unter 18 Jahre, die bei ihnen lebten. 53,9 Prozent waren verheiratete, zusammenlebende Paare, 11,4 Prozent waren allein erziehende Mütter, 30,2 Prozent waren keine Familien, 26,1 Prozent waren Singlehaushalte und in 11,2 Prozent lebten Menschen im Alter von 65 Jahren oder darüber. Die Durchschnittshaushaltsgröße betrug 2,50 und die durchschnittliche Familiengröße lag bei 3,00 Personen.
Auf das gesamte County bezogen setzte sich die Bevölkerung zusammen aus 26,2 Prozent Einwohnern unter 18 Jahren, 7,9 Prozent zwischen 18 und 24 Jahren, 27,5 Prozent zwischen 25 und 44 Jahren, 24,0 Prozent zwischen 45 und 64 Jahren und 14,5 Prozent waren 65 Jahre alt oder darüber. Das Durchschnittsalter betrug 38 Jahre. Auf 100 weibliche Personen kamen 94,5 männliche Personen. Auf 100 Frauen im Alter von 18 Jahren oder darüber kamen statistisch 91,4 Männer.
Das jährliche Durchschnittseinkommen eines Haushalts betrug 30.110 USD, das Durchschnittseinkommen der Familien betrug 35.660 USD. Männer hatten ein Durchschnittseinkommen von 30.142 USD, Frauen 20.804 USD. Das Prokopfeinkommen betrug 15.542 USD. 12,9 Prozent der Familien und 16,0 Prozent der Bevölkerung lebten unterhalb der Armutsgrenze. Davon waren 21,5 Prozent Kinder oder Jugendliche unter 18 Jahre und 12,3 Prozent waren Menschen über 65 Jahre.